# 223 Rosa
223 Rosa este un asteroid din centura principală, descoperit pe 9 martie 1882, de Johann Palisa.